# Helmond Sport in het seizoen 1970/71
Het seizoen 1970/1971 was het 16e jaar in het bestaan van de Helmondse betaaldvoetbalclub Helmond Sport. De club kwam uit in de Nederlandse Eerste divisie en eindigde daarin op de 12e plaats. Tevens deed de club mee aan het toernooi om de KNVB Beker, hierin werd in de eerste ronde verloren van AZ '67 (0–2).

## Wedstrijdstatistieken

### Eerste divisie
|       | Blauw-Wit | FC Den Bosch '67 | SC Cambuur | D.F.C | Fortuna SC | De Graafschap | GVAV  | Heerenveen | Heracles | HVC   | SVV   | Veendam | Vitesse | Wageningen | Willem II |
| ----- | --------- | ---------------- | ---------- | ----- | ---------- | ------------- | ----- | ---------- | -------- | ----- | ----- | ------- | ------- | ---------- | --------- |
| Thuis | 0 – 0     | 0 – 0            | 1 – 1      | 1 – 0 | 1 – 0      | 1 – 0         | 1 – 1 | 1 – 1      | 2 – 2    | 1 – 0 | 0 – 0 | 2 – 0   | 0 – 3   | 1 – 2      | 0 – 0     |
| Uit   | 1 – 1     | 3 – 1            | 3 – 1      | 2 – 1 | 1 – 0      | 2 – 2         | 1 – 1 | 1 – 1      | 1 – 0    | 1 – 0 | 1 – 0 | 2 – 1   | 1 – 1   | 0 – 0      | 2 – 1     |

### KNVB beker
| 1e ronde                                        | AZ '67                | 2 – 0 (2 – 0) | Helmond Sport |
| 16 augustus 1970 Plaats: Alkmaar Alkmaarderhout | Wim de Jager 32', 35' |               |               |

## Statistieken Helmond Sport 1970/1971

### Eindstand Helmond Sport in de Nederlandse Eerste divisie 1970 / 1971
| Stand | Gespeeld | Gewonnen | Gelijk | Verloren | Punten | Doelpunten voor | Doelpunten tegen |
| ----- | -------- | -------- | ------ | -------- | ------ | --------------- | ---------------- |
| 12e   | 30       | 5        | 14     | 11       | 24     | 23              | 32               |

### Topscorers
| #                 | Naam                   | Goal |
| ----------------- | ---------------------- | ---- |
| 1.                | Gerrie van Berlo       | 6    |
| 2.                | Gerard van de Kerkhof  | 4    |
| 2.                | Leo van der Linden     | 4    |
| 4.                | Eric van de Wassenberg | 2    |
| 5.                | Ton Beekmans           | 1    |
| 5.                | Peter van den Heuvel   | 1    |
| 5.                | Wim Kornuyt            | 1    |
| 5.                | Christ van Lint        | 1    |
| 5.                | Tiny van der Putten    | 1    |
| 5.                | Jan Renders            | 1    |
| Onbekend doelpunt |                        |      |
| –                 | Onbekend               | 1    |
| Totaal            | Totaal                 | 23   |

| #      | Naam        | Goal |
| ------ | ----------- | ---- |
| –      | Geen speler | 0    |
| Totaal | Totaal      | 0    |